# Pardosa v-signata
Pardosa v-signata là một loài nhện trong họ Lycosidae.
Loài này thuộc chi Pardosa. Pardosa v-signata được Ilka Maria Fernandes Soares & Hélio Ferraz de Almeida Camargo miêu tả năm 1948.